# Districte de Lakhimpur
El districte de Lakhimpur és una divisió administrativa de l'estat d'Assam a la part oriental de la vall del Brahmaputra. La capital és North Lakhimpur. Té una superfície de 2.277 km² i una població de 889.325 habitants (2001). El nom deriva de Lakxmi, la deessa de la prosperitat. Fou creat com a districte el juliol de 1839. El 2 d'octubre de 1971 es van formar dues subdivisions: Dhemaji i North Lakhimpur; el 1980 Dhemaji va esdevenir districte separat i North Lamkhipur es va dividir en dues subdivisions, Dhakuakhana i North Lakhimpur; l'aeroport es va obrir com aeròdrom el 1954 i el primer autobús no hi va arribar fins al 1957. És un districte habitat per algunes tribus, i amb molts animals i plantes; el santuari d'ocells de Bilmukh és la principal zona protegida.

## Administració
Administrativament està dividit en dos subdivisions (Dhakuakhana i North Lakhimpur) i 9 blocs de desenvolupament (blocks):
- Baginodi
- Dakhuakhana
- Telahi
- Bihpuria
- Ghilamara
- Karunabari
- Nauboicha
- Narayanapur
- Lakhimpur

Té 81 gaon panchayats, 7 cercles fiscals, i 1.152 pobles

## Història
La tradició fa esment dels reis Pal hindus que van tenir capital a la regió de Sadiya i foren enderrocats al segle XI pels chutiyes. Al segle XIII van arribar la tribu tibetobirmana dels ahom des del nord-est i es van establir a la part superior de la vall del Brahmaputra i al segle XIV es van iniciar les guerres amb els chutiyes. El 1376 aquestos van demanar la pau i van aprofitar per matar a traïció al rei ahom Sutupha en una festa a la vora del riu Safrai on s'havia de celebrar la pau; la guerra es va reprendre però els chutiya no foren dominats totalment fins al 1523 quan el rei Ahom Suhunmung, conegut com a Dihingia Raja (1497-1539) els va derrotar en una carnisseria i va annexionar el territori que conservaven, que fou convertit en virregnat (fou nomenat un virrei o Sadiya-khowa Gohain) i molts ahoms de Gargaon es van establir a Sadiya, la capital chutiya, les famílies dirigents dels quals foren deportades.
El 1769 al pujar al tron d'Ahom el rei Lakshmi Singh, la secta vaxnavita dels moamàries van començar un política agressiva i una part de la població es va revoltar per primera vegada sota la direcció dels mahantes (líders religiosos) encapçalats per Ragha Maran; un grup de moamàries es va apoderar del rei i va proclamar sobirà al fill d'un cap de la tribu matak (que vivia al territori de Lamkhipur; el seu nom vol dir "forts"), la més addicte a la secta; la repressió contra antics servidors de l'estat ahom va impulsar als legitimistes a la revolta i el comandant moamària fou assassinat en un atac nocturn i molts dels caps de la secta van morir; sense líders el sectaris van oferir poca resistència i foren dispersats. L'alt Assam va quedar devastat al final de la revolta (1769).
Laskshmi Singh va morir el 1780 i el va succeir el seu fill Gaurinath Singh, que va iniciar persecucions contra els moamàries i aquestos, ara dirigits per les dues vídues de Ragha Maran, anomenades Radha i Rukmini, van participar en les lluites posteriors contra l'exèrcit reial. El fill de Ragha, Ramakata, finalment va aconseguir la victòria; les tropes reials foren derrotades decisivament el 1786 pels sectaris en diversos xocs i van assaltar la capital que van ocupar i Ramataka es va coronar rei. El rei ahom, Gaurinath va fugir a Gawhati però un dels seus ministres, Bura Gohain, va mantenir la resistència durant anys amb èxit divers; l'anarquia es va instal·lar al territori i el rerepaís va ser devastat per bandes d'homes armats i caps locals es van començar a proclamar independents, entre els quals Krishna Narayan, descendent dels reis koch que es va apoderar de Darrang i la part nord de Kamrup i va amenaçar Gawhati; també els moamàries van avançar de mica en mica. El rei va demanar ajut als britànics que ara dominaven Sylhet i Goalpara (abans del 1765 dels mogols).
El govern de Calcuta (Lord Cornwallis) va enviar (setembre de 1792) al capità Welsh que entre el 1792 i el 1794 va restaurar el poder reial derrotant a diversos enemics. El 1794 va fer aixecar el setge que els moamàries de Lakhimpur estaven sotmetent a Jorhat on resistia el ministre Bura Gohain; una decisiva victòria la va aconseguir a 20 km de Rangpur que fou ocupada el març.
Sir John Shore va succeir a Lord Cornwallis com a governador general i amb ell va arribar la política de no-intervenció, i va cridar a Welsh tot i les protestes del rei d'Ahom; així que Welsh va retornar a la seva base el 1794 a Calcuta. La seCta dels moamàries, principalment la tribu matak, que dominava la regió de la conca de Dihing-Brahmaputra, va mantenir una existència independent i el seu cap es titulava Bar Senapati i es va mantenir fins a l'annexió britànica 40 anys després. El rei d'Ahom, una vegada va sortir Welsh, va destituir als oficials que ell havia fet nomenar, va renovar la persecució dels moamàries i es va venjar d'antics enemics que s'havien sotmès contra promesa de perdó; l'anarquia es va instal·lar al país; els reis foren instruments de poderosos ministres i cap bàndol era prou fort per imposar-se sense ajut extern. Bura Gohain el ministre reial va organitzar un cos de tropes sota disciplina com les angleses i va aconseguir aturar als moamària i altres malcontents. El 1794 els Khamtis van expulsar al governador ahom de Sadiya i van assolir el control de la regió, i el rei el va haver de reconèixer.
El 1816-1817 un exèrcit de vuit mil birmans fou enviat a Assam cridat pel governador malcontent de Gawhati; l'exèrcit va creuar les muntanyes Patkai i va obtenir el suport d'alguns caps; va entrar a Assam i va ocupar el país amb facilitat fins a Jorhat. El governador de Gawhati fou reinstal·lat. L'exèrcit invasor va retornar a Birmània i només sortir van esclatar altre cop les lluites; Badan Chandra fou assassinat i el rei Chandra Kanta fou deposat i posat al tron Purandar Singh descendent de Raja Rajeswar Singh; els partidaris de Badan Chandra van cridar altre cop als birmans que van retornar i van restaurar a Chandra Kanta (1819), però aquesta vegada venien per quedar-se. Chandra Kanta va intentar separar-se de la seva tutela (1821) però va fracassar i va haver de fugir a territori britànic on també s'havia refugiat Purandar Singh. L'ocupació birmana fou brutal; els pobles foren saquejats i cremats, i els habitants expulsats cap a la jungla.
El 1825 va esclatar la guerra entre birmans i britànics. El tractat de Yandabu del 24 de febrer de 1826 va posar fi a la guerra i va cedir Assam als britànics i nominalment Lakhimpur. El regne d'Ahom es va dividir el 1826 en dos comissaries: Upper Assam (Alt Assam) i Lower Assam (Baix Assam) incloses a la presidència de Bengala. El Baix Assam fou posat sota administració directe britànica però l'Alt Assam va quedar sense administració. Matak (el territori del Bar Senapati cap dels moamàries a la part sud de Lakhimpur) va restar independent i els britànics van reconèixer al Bar Senapati a canvi d'aportar 300 homes per serveis a l'estat, més tard canviat per un tribut de 1800 rúpies. També el senyor khamti de Sadiya que portava el títol de Sadiya-khowa Gohain o virrei de l'antic país Chutiya, fou reconegut com a feudatari.
El 1832 els britànics van reconstituir un principat ahom a l'Alt Assam sota Purandar Singh, príncep de la dinastia ahom (proclamat el 1833), que va governar la resta dels districte de Lakhimpur i el de Sibsagar, però no pas al Matak. El cap khamti de Sadiya (Sadiya-khowa Gohain o virrei de l'antic país Chutiya), fou confirmat pels britànics com a feudatari però el 1835 fou deposat per desobediència al negar-se a retornar alguns territoris reclamats per Matak contra les ordes de l'oficial britànic. No obstant l'estat va poder existir de fet fins al 1839 sota caps locals khamti a les ordes d'un governador militar britànic.
El 1838 Purandar fou declarat incapacitat per administrar el país i el seu regne annexionat i es van crear els districtes de Sibsagar i Lakhimpur (juliol de 1839); el 1839 els caps khamti van atacar de nit la guarnició de Sadiya i van matar el coronel White, l'oficial que tenia el comandament, i un nombre dels seus soldats indígenes. Llavors els khamtis foren deportats a llocs allunyats del riu i el seu estat ocupat efectivament.
El Bar Sepanati de Matak (prop de Sadiya o Xodiyaa), líder dels moamària, va morir el 1842 i el seu fill va acceptar les condicions imposades pels britànics i va entregar el país que fou annexionat el 1843 i agregat al districte de Lakhimpur.
El districte formava part d'Assam dins de Bengala i tenia els límits mal definits. La superfície s'estimava en 11.730 km² el 1901. El riu principal era el Brahmaputra que rep pel nord al Dibang, Dihang i Subansiri i al sud el Noa Diking, Dibru, i Burhi Diking. Zones humides importants eren Bangalmari i Pabhaniari, al nord del riu. La població era:
- 1872: 121.267
- 1881: 179.893
- 1891: 254.053
- 1901: 371.396

El 1901 estava format per dues subdivisions Dirrugarh i North Lakhimpur. La capital era Dibrugarh (l'única municipalitat) amb 11.227 habitants i tenia 1.123 pobles. El 90% de la població eren hindús, el 5% animistes i el 3% musulmans; les ètnies principals eren els ahoms (60.000), cacharis (25.000), miris (25.000) i chutiyes (17.500); i havia també mundes, santals, bhumijs, bhúmies i oraons, i molts treballadors procedents d'altres zones de l'Índia especialment bengalís. La subdivisió de North Lakhimpur tenia una superfície de 3.302 km² i població el 1901 de 84.824 habitants em 323 pobles incloent North Lakhimpur.
El te hi fou introduït el 1835 i l'Assam Company va iniciar operacions el 1840. La indústria no va parar de créixer i van arribar altres companyies.